# Boeing/Sikorsky RAH-66 Comanche
Boeing/Sikorsky RAH-66 Comanche byl vyvíjen jako dvoumotorový průzkumný/bitevní vrtulník (Reconnaisance/Attack Helicopter) standardního uspořádání s pětilistým hlavním rotorem, osmilistým ocasním rotorem typu fenestron chráněným pláštěm a dvoumístnou kabinou s pilotem sedícím vpředu. Práce na vrtulníku byly zahájeny v průběhu 80. let 20. století v rámci programu Light Helicopter Experimental (LHX), který vyhlásila americká armáda.

## Konstrukce

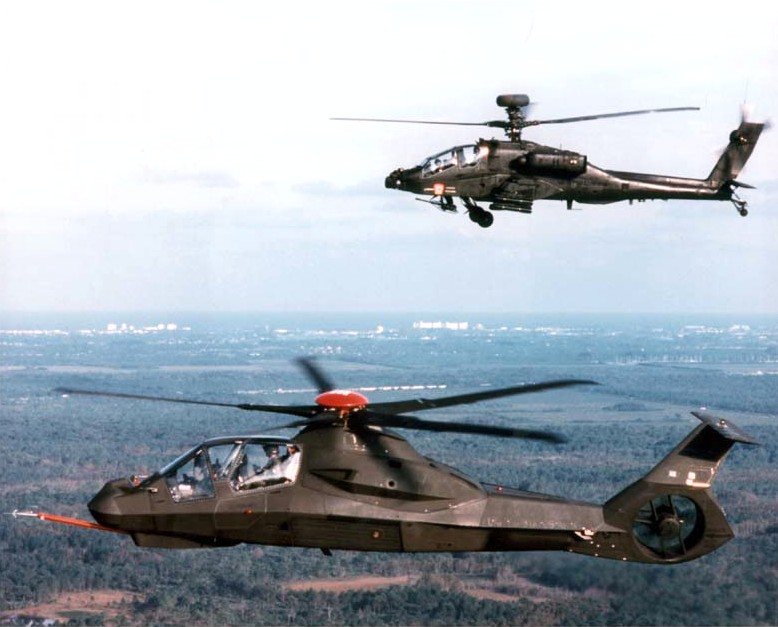
Americké bitevní vrtulníky RAH-66 Comanche (vepředu) a AH-64 Apache.

RAH-66 měl být prakticky první vrtulník s potlačenými radiolokačními, infračervenými a akustickými demaskujícími příznaky (kategorie „stealth“). Drak i rotorové listy byly zhotoveny převážně z kompozitových materiálů. Tvarování draku a obložení nejvíce exponovaných částí trupu a rotorové hlavy materiálem absorbujícím radiolokační paprsky mělo zabezpečit snížení radiolokační odrazové plochy.
Pro dosažení hladkých, ničím nerušených tvarů stroje byla výzbroj nesena na šesti vyklápěcích závěsnících uvnitř trupu. Na ně bylo možné navěsit maximálně 6 protitankových řízených střel Hellfire nebo protiletadlových řízených střel Stinger, případně jejich kombinaci. Pod přídí se nacházela otočná střelecká věž s tříhlavňovým kanónem Vulcan II ráže 20 mm s maximální zásobou 500 nábojů. V méně rizikových oblastech se počítalo s instalací další výzbroje pod připojitelný nosník, na jehož každém konci byl jeden závěsník. Celkem na ně bylo možno umístit 2×4 protitankové řízené střely AGM-114 Hellfire, 2× protiletadlové řízené střely FIM-92 Stinger, kombinace 1×4 PTŘS a 1×8 PLŘS, nebo pro dosažení maximální přeletové vzdálenosti 2 300 km dvě přídavné palivové nádrže s obsahem po 1 740 l paliva.
Helikoptéra měla špičkové elektronické vybavení, řada byla podobných jako u stíhacího letounu Lockheed Martin/Boeing F-22 Raptor. Pilotní kabina byla vybavena třemi displeji, pro oba členy osádky byly vyvíjeny širokoúhlé přilbové displeje. V přídi byly situovány termovizní systémy pro pilotáž i vyhledávání cílů a navádění zbraní za všech pověrnostních podmínek a v noci. Byly doplněny televizní kamerou pro nízkou intenzitu osvětlení a laserovým ozařovačem cílů. Avionické vybavení zahrnovalo i přijímač družicové navigační soustavy. Vrtulník měl být vybaven výkonnými rušícími prostředky a indikátory radarového a laserového ozáření.
K pohonu sloužily turbohřídelové motory LHTEC T800-LHT-800 (2×1 003 kW = 1403 k). V jednom z návrhů byly i motory T800-LHT-801 (2×1 117 kW = 1 563 k). Nízká hmotnost, aerodynamické řešení a vysoký výkon motorů měly umožnit výbornou stoupavost, obratnost, akceleraci, deceleraci a vysokou horizontální rychlost. Přenos řídících povelů byl realizován elektrickou cestou po vodičích (fly-by-wire) podobně jako u General Dynamics F-16 Fighting Falcon.
Mimo potlačení demaskujících příznaků a snahy o zajištění vysokého stupně přežití v boji byla značná pozornost věnována operační způsobilosti, spolehlivosti a snadné údržbě. Prakticky 50 % povrchu draku tvořily odnímatelné panely a většina pod nimi umístěných soustav byla pouze v jedné rovině. Elektronické bloky byly umístěny v přetlakových klimatizovaných prostorech. Vrtulník měl být vybaven automatickou digitální kontrolní aparaturou nové generace, shromažďující odchylky od normálu všech důležitých systémů. K vyhodnocování záznamu mělo sloužit přenosné displejem vybavené kufříkové zařízení. Např. při poruše mechanické části se na displeji zobrazil technický výkres daného prvku, zařízení samo mělo navrhnout optimální postup opravy, určit potřebné náhradní díly a vybrat příslušné nářadí. V jeho paměti byly uloženy potřebné technické manuály a také veškeré předcházející závady i způsoby jejich oprav.

## Určení
Vrtulníky RAH-66, jež měly postupně nahradit typy Bell AH-1 Cobra a Bell OH-58 Kiowa, měly působit společně s Hughes AH-64 Apache nebo samostatně. Kromě ozbrojeného průzkumu a ničení pozemních obrněných cílů se s nimi počítalo i pro vedení vzdušného boje.[zdroj?] Vyrobeny byly nakonec jen dva prototypy.

## Konec programu
23. února 2004 americká armáda oznámila ukončení veškerých prací na programu Comanche. Ke konci programu přispěly zkušenosti z konfliktů jako byla válka v Afghánistánu, válka v Iráku. V těchto konfliktech se vedly boje v zastavěných oblastech proti skupinkám bojovníků v civilu. Zde by Comanche musel začít operovat v nižších výškách a vystavit se tak zásahu z ručních protitankových či protileteckých zbraní. To je při ceně 60 000 000 dolarů za stroj dost vysoké riziko.[zdroj?] US Army nevěřila, že se vrtulník dovede přizpůsobit novému operačnímu prostředí v asymetrických konfliktech. Ke konci programu rovněž přispěly rostoucí náklady na vývoj. Do ukončení projektu bylo utraceno 6,9 miliard USD. 14 miliard USD za něž mělo být do roku 2011 pořízeno 121 vrtulníků RAH-66 bylo přesměrováno na modernizaci 1 400 letadel a nákup 800 jiných vrtulníků. Podle tvrzení náčelníka generálního štábu Peter Schoomakera bylo možné využít technologii vyvinutou pro RAH-66 na jiných letadlech.

## Specifikace

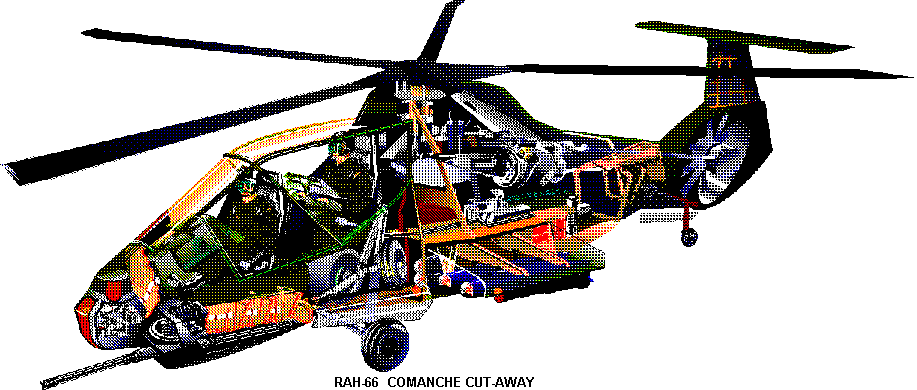
Počítačová ilustrace RAH-66 Comanche.

### Technické údaje
- Osádka: 2
- Průměr nosného rotoru: 11,90 m
- Celková délka: 14,28 m
- Výška: 3,37 m
- Plocha disku nosného rotoru: 111,22 m²
- Prázdná hmotnost: 4 060 kg
- Max. vzletová hmotnost: 7 896 kg
- Pohonná jednotka:  2 × turbohřídelový motor LHTEC T800-LHT-801

### Výkony
- Max. rychlost v 1220 m: 319 km/h
- Dolet s odhazovacími přídavnými nádržemi: 2334 km
- Dostup:

### Výzbroj
- 1 × automatický kanón XM301 ráže 20 mm
- 6 × AGM-114 Hellfire nebo 12 × FIM-92 Stinger nebo 24 × 70mm raketa Hydra 70